# Marie Shear
Marie Shear ( - décembre 2017) est une écrivaine et activiste féministe américaine. 

## Biographie
Basée à Brooklyn, Marie Shear aime se définir comme une « écrivaine et rédactrice largement méconnue ». Elle est notamment reconnue comme l’auteure du texte Little Marie : The Daily Toll of Sexist Language publié dans le magazine On the Issues,. 
Elle est à l’origine de la déclaration « Feminism is the radical notion that women are people », largement utilisée dans le milieu féministe, bien que souvent créditée à Cheris Kramarae et Paula Treichler, autrices de A Feminist Dictionary,. Cependant, cette citation est apparue pour la première fois dans le journal féministe, New Directions for Women de mai / juin 1986 au sein d’un article rédigé par Marie Shear,.
En 1985, Marie Shear devient membre de l’association américaine Editorial Freelancers. Elle y publie des essais critiques et des ouvrages sur la spiritualité.
À la fin de sa vie, elle édite des chroniques satiriques sur le chauvinisme et le sexisme dans le magazine féministe américain New Directions for Women. Marie Shear est également une membre active à la National Writers Union et du chapitre de Brooklyn de la National Organization for Women. Les recherches et travaux de l'autrice sont inclus dans le Feminists Who Changed America, 1963-1975, édité par Barbara J. Love.